# Famille Gabaret
Cette page explique l’histoire ou répertorie les différents membres de la famille 'Gabaret'.
La famille Gabaret est connue pour avoir fourni plusieurs officiers de marine qui se sont distingués au service du royaume de France sous les règnes de Louis XIII et Louis XIV. Elle a donné naissance à trois chefs d'escadre, un lieutenant général des armées navales et un gouverneur de la Martinique. 

## Origines
Selon l’abbé Devert, les Gabaret descendent des vicomtes de Gabarret de Gabardan une famille noble depuis le XIe siècle originaire des Landes. Ces Gabaret du Lauragais se seraient appauvris lors des guerres du XIIIe siècle au XVe siècle ils commenceraient à armer des navires dès cette date. Vers 1550, une branche s’installe sur l’île de Ré, l'autre sur l'île d'Oléron.
Le lien entre les deux lignées de Gabaret n'est pas précisément établi. L'hypothèse communément admise fait coexister à la fin du XVIe siècle et au début du XVIIe siècle deux frères Gabaret installés, l'un, Mathurin, sur l'île de Ré, l'autre, Louis, sur l'île d'Oléron. Les lettres d'anoblissement de Louis Gabaret, natif de Saint-Denis-d'Oléron, le désignent comme un cousin de Mathurin Gabaret, né à l'île de Ré.

## Une famille d'officiers de marine

### Branche dite «de l’île de Ré»
- Mathurin Gabaret, premier du nom, un marchand bourgeois catholique armateur de navire. Propriétaire en 1630 de la barque Gabrielle partie de La Rochelle pour l’Irlande.
  - Mathurin II Gabaret (vers 1600-1671), chef d'escadre de Guyenne
    - Jean Gabaret (1631-1697), Lieutenant général des armées navales
    - Nicolas de Gabaret (1641-1712), gouverneur de la Martinique

### Branche dite «de l’île d'Oléron»
- Louis Gabaret (1632-1677), chef d'escadre
- Pierre Gabaret (v. 1674-1744), chef d'escadre

## Sources et bibliographie
- Abbé Michel Devert, Mathurin Gabaret chef d’escadre 1600 (?)-1671, Mezos, 1994, 123 p.